# Hume Dam
Hume Dam är en dammbyggnad i Australien. Den ligger i delstaten Victoria, omkring 260 kilometer nordost om delstatshuvudstaden Melbourne. Hume Dam ligger 178 meter över havet. Den ligger vid sjön Lake Hume.
Närmaste större samhälle är Albury, omkring 13 kilometer väster om Hume Dam. 
Runt Hume Dam är det mycket glesbefolkat, med 5 invånare per kvadratkilometer. Genomsnittlig årsnederbörd är 1 367 millimeter. Den regnigaste månaden är juli, med i genomsnitt 168 mm nederbörd, och den torraste är januari, med 47 mm nederbörd.